# American Philosophical Association
L'American Philosophical Association (APA) (Associazione Filosofica Americana) è la principale organizzazione filosofica degli Stati Uniti d'America.

## Storia dell'associazione
Fondata nel 1900, attualmente è organizzata in tre divisioni: Eastern, Central e Pacific. La sua missione è quella di promuovere lo scambio di idee tra i filosofi, incentivare la creatività e le attività accademiche  per facilitare il lavoro professionale e di insegnamento dei filosofi, e per il consolidamento della filosofia come scienza.
Ogni divisione organizza una grande conferenza annuale: la più importante è quella dell'Eastern Division che si svolge in una città della costa orientale nel mese di dicembre e che di solito attira circa 2000 filosofi. Quello della Divisione Orientale  è anche il più grande evento  per il  reclutamento di posti di lavoro per la filosofia, con numerose università che inviano squadre di intervistatori dei candidati per i posti accademici.

## Organizzazione
La presidenza di una divisione della American Philosophical Association è considerata un onore professionale. Gi ultimi presidenti della Eastern Division sono stati Daniel Dennett, Virginia Held, John Cooper, Alexander Nehamas, Ernest Sosa, Jerry Fodor, Seyla Benhabib, Anthony Kwame Appiah,, Lewis White Beck e Christine Korsgaard.
Gli ultimi a guidare la Divisione Centrale sono stati Ted Cohen, Eleonora Stump, Karl Ameriks, Stephen Darwall, Marcia Baron, Allan Gibbard e Lawrence Sklar.
Ultimi a presiedere la Pacific Division sono stati Alvin Plantinga, Calvin Normore, Jeffrie Murphy, Hubert Dreyfus, Richard Wollheim e Paul Churchland.

## Premi elargiti
L'American Philosophical Association distribuisce diversi premi: la American Philosophical Association Book Prize (precedentemente noto come il Premio Matchette) viene assegnato ogni due anni al il miglior libro pubblicato nel settore su un periodo di due anni da un giovane studioso al massimo quarantenne al momento della pubblicazione. È stato vinto da personaggi come David Kellogg Lewis, Lawrence Sklar, Bas van Fraassen, Paul Guyer, John Cooper e Michael Smith.
Un altro dei più famosi premi è la Royce Lectures, assegnato ad un illustre filosofo ogni quattro anni. Essi sono stati consegnati a Robert Stalnaker, Jerry Fodor, Hilary Putnam, Sydney Shoemaker, Saul Kripke e Elizabeth Anscombe.
Un altro premio è il "Premio Rockefeller'" di mille dollari che è attribuito ogni due anni per la migliore opera inedita pubblicata da un non-filosofo. Il vincitore del lavoro viene pubblicato su The Journal of Value.